# Когнітивна нейробіологія
Когніти́вна нейробіоло́гія — наука, галузь нейронауки, що вивчає зв'язок активності головного мозку та інших аспектів нервової системи з психічними процесами та поведінкою. Особливу увагу когнітивна нейробіологія приділяє вивченню нейронної основи розумових процесів. Когнітивна нейробіологія є розділом як психології, так і нейробіології, перетинаючись з когнітивною психологією та нейропсихологією.
Когнітивна нейробіологія ґрунтується на теоріях когнітивних наук в поєднанні з доведеннями з нейропсихології та комп'ютерного моделювання.
Завдяки своєму міждисциплінарному характеру, когнітивна нейробіологія може мати різне тло. Крім вищезгаданих пов'язаних дисциплін, когнітивна неврологія може перетинатися з такими дисциплінами: нейробіологія, біоінженерія, психіатрія, неврологія, фізика, інформатика, лінгвістика, філософія і математика.
У когнітивній нейробіології використовуються експериментальні методи психофізіології, когнітивної психології, функціональної нейровізуалізації, електрофізіології, психогенетики. Важливими аспектом когнітивної нейробіології є вивчення людей, що мають порушення психічної діяльності внаслідок пошкоджень головного мозку.
Зв'язок будови нейронів з когнітивними здібностями підтверджується такими фактами, як збільшення кількості та розмірів синапсів у мозку щурів в результаті їх навчання, зменшення ефективності передачі нервового імпульсу по синапсах, що спостерігається у людей, уражених хворобою Альцгеймера.
Одним з перших мислителів, які стверджували, що мислення здійснюється у головному мозку, був Гіппократ. У 19 столітті такі вчені як Іоган Петер Мюллер здійснюють спроби вивчити функціональну структуру головного мозку в аспекті локалізації розумових та поведінкових функцій у ділянках головного мозку.

## Поява нової дисципліни

### Народження когнітивної науки
11 вересня 1956 відбулась великомасштабна нарада когнитивістів в Массачусетському технологічному інституті. Джордж А. Міллер представив свою працю «Магічне число сім, плюс-мінус два», Ноам Чомскі і Ньюелл та Саймон представили результати своєї роботи з інформатики. Ульріх Найссер прокоментував результати цієї зустрічі у своїй книзі Когнітивна психологія (1967 рік). Термін «психологія» слабшає в 1950-х і 1960-х роках, поступаючись терміну «когнітивна наука». Біхевіористи, такі як Міллер, стали орієнтуватися на подання мови, а не загальну поведінку. Пропозиція Девіда Марра щодо ієрархічного подання пам'яті змусила багатьох психологів прийняти ідею, що розумові здібності, в тому числі алгоритми, вимагають значної обробки в головному мозку.

### Об'єднання неврології та когнітивної науки
До 1980-х років взаємодія між неврологією та когнітивною наукою була незначна. Термін «когнітивна нейробіологія» був придуманий Джорджем Міллером та Майклом Газзаніга «на задньому сидінні таксі в Нью-Йорку». Когнітивна нейробіологія заклала теоретичне обґрунтування в когнітивній науці, яка виникла між 1950 і 1960, з підходами в галузі експериментальної психології, нейропсихології та нейронауки. Наприкінці ХХ століття розвивалися нові технології, які сьогодні є основою методології когнітивної нейробіології, в тому числі транскраніальна магнітна стимуляція (1985) та функціональна магнітно-резонансна томографія (1991). Раніше до методів, що використовувались в когнітивній нейробіології, включали ЕЕГ (ЕЕГ людини — 1920 рік) та МЕГ (1968). Іноді когнітивні неврологи використовували інші методи візуалізації головного мозку, такі як ПЕТ та ОФЕКТ. Майбутньою технологією в нейробіології є редагування ближньої інфрачервоної спектроскопії, в якій використовується поглинання світла для розрахунку змін до окси- та дезоксигемоглобіну в областях кори. Інші методи включають мікронейрографію, електроміографію обличчя та спостерігання за очима.

## Прийоми та методи

### Томографія
Структура мозку вивчається за допомогою комп'ютерної томографії, магнітно-резонансної томографії, ангіографії. Комп'ютерна томографія та ангіографія мають меншу роздільну здатність відображення мозку, ніж магнітно-резонансна томографія.
Дослідження активності зон мозку на основі аналізу обміну речовин дозволяють здійснити позитрон-емісійну томографію та функціональну магнітно-резонансну томографію.
- Позитрон-емісійна томографія сканує підвищене споживання глюкози в активних ділянках мозку. Інтенсивність споживання радіоактивної форми глюкози, що вводиться, розглядається як параметр вищої активності клітин даної ділянки мозку.
- Функціональна магнітно-резонансна томографія сканує інтенсивність споживання кисню. Кисень фіксується в результаті приведення частин атома кисню в сильному магнітному полі в нестабільний стан. Перевагою даного виду томографії є більша часова точність в порівнянні з позитрон-емісійною томографією — можливість фіксувати зміни, тривалість яких не перевищує кількох секунд.

### Електроенцефалограма
Електроенцефалограма дозволяє вивчати процеси, що відбуваються в головному мозку у живого носія, і таким чином аналізувати активність мозку як реакцію на ті чи інші стимули у часі. Перевагою даного методу є можливість дослідження активності мозку, задану точним часом. Недоліком цього методу дослідження мозкової діяльності є неможливість досягти точності просторової роздільної здатності — неможливість визначити те, які саме нейрони чи групи нейронів, чи навіть ділянки мозку реагують на даний стимул. Щоб досягти точності просторової роздільної здатності, електроенцефалограму поєднують з позитрон-емісійною томографією.

## Ділянки головного мозку та психічна діяльність

### Передній мозок
- Кора головного мозку грає найважливішу роль у психічній діяльності. Кора головного мозку виконує функцію обробки інформації, отриманої через органи чуттів, здійснення мислення, інші когнітивні функції. Кора головного мозку функціонально складається з трьох зон: сенсорна, моторна та асоціативна зони. Функція асоціативної зони — пов'язувати між собою активність сенсорних і моторних зон. Асоціативна зона, за припущеннями, отримує та обробляє інформацію з сенсорної зони та ініціює цілеспрямовану осмислену поведінку. Центр Брока та область Верніке розташовані в асоціативних зонах кори. Асоціативна зона лобних долей кори головного мозку за припущенням відповідає за логічне мислення, судження та умозаключення, що здійснюються людиною.

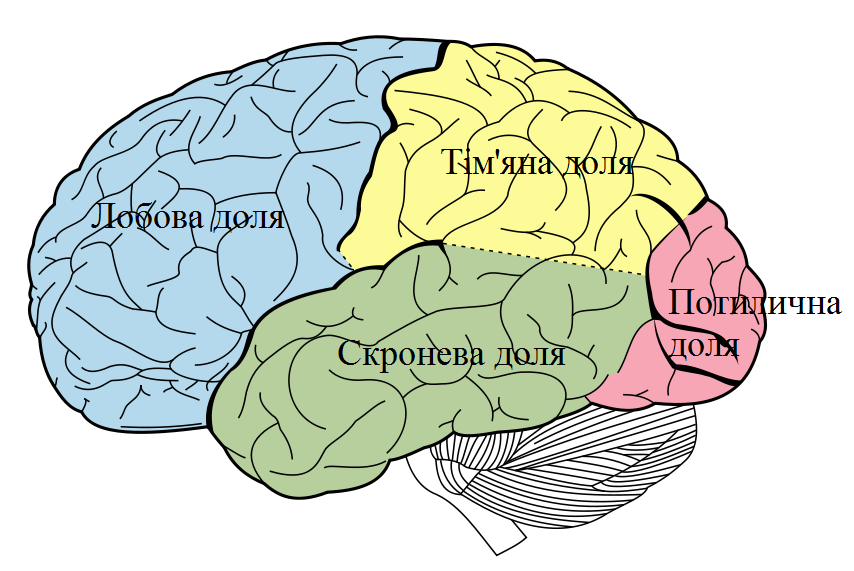

- Лобна доля кори великих півкуль — планування, контроль та виконання рухів (моторна область кори великих півкуль — прецентральна звивина), мовлення, абстрактне мислення, судження.

Штучне стимулювання моторної області кори великих півкуль обумовлює рух відповідної частини тіла. Контроль руху частини тіла контралатерально відповідний зоні моторної області кори великих півкуль, відповідальної за рух цієї частини тіла. Верхні частини тіла контролюються частинами моторної області кори великих півкуль, розташованими нижче.
- Тім'яна доля кори головного мозку — соматосенсорні функції. В постцентральній звивині закінчуються аферентні шляхи поверхневої та глибокої чутливості. Розвиток моторних та чутливих функцій кори головного мозку визначив більшу площу тих зон, котрі відповідають частинам тіла, що є найбільш значимі в поведінці та отриманні інформації із зовнішнього середовища. Електростимулювання постцентральної звивини обумовлює відчуття дотику у відповідній частині тіла.
- Потилична доля кори головного мозку — зорова функція. Волокна, за допомогою яких зорова інформація надходить у кору головного мозку, спрямовані як іпсилатерально, так і контралатерально. (Зоровий перехрест Optic Chiasm)
- Скронева доля кори головного мозку — слухова функція.

- Таламус перерозподіляє інформацію від органів відчуттів, за виключенням нюху, до певних ділянок кори головного мозку. Чотири основні ядра таламуса відповідають чотирьом видам чуттів інформації, що отримують органи: (зорова, слухова, тактильна, відчуття рівноваги і балансу). Ядра таламуса направляють інформацію для переробки до певних ділянок кори головного мозку.
- Гіпоталамус взаємодіє з лімбічною системою та регулює базові навички поведінки індивіда, пов'язані з виживанням виду: боротьба, харчування, рятування за допомогою втечі, пошук партнера.
- Лімбічна система пов'язана з пам'яттю, нюхом, емоціями та мотивацією. Нерозвиненість лімбічної системи, наприклад, у тварин, говорить про переважне інстинктивне регулювання поведінки. Мигдалеподібне тіло лімбічної системи пов'язано з реакціями агресії та страху. Видалення або пошкодження мигдалеподібного тіла, як показують досліди, призводить до неадаптивної відсутності страху[3] та підвищення хтивості[4] Перегородка головного мозку пов'язана з емоціями страху та гніву.
- Гіпокамп (частина мозку) грає дуже важливу роль у процесах, пов'язаних із запам'ятовуванням нової інформації. Порушення гіпокампу призводить до неможливості запам'ятовування нової інформації, хоча інформація, що була засвоєна раніше, залишається в пам'яті, і людина може нею оперувати. Синдром Корсакова, пов'язаний з порушенням функціонування пам'яті, обумовлений дисфункцією гіпокампа. Ще однією функцією гіпокампа є визначення просторового розташування речей, їх розташування один відносно іншого. Згідно з однією з гіпотез, гіпокамп формує схему або карту простору, в якому організму доводиться орієнтуватися.[5]
- Базальні ядра виконують моторні функції.

### Середній мозок
Середній мозок грає найважливішу роль в поведінці нессавцевих видів тваринних організмів. Проте і у ссавців середній мозок здійснює важливі функції контролю руху очей, координації.
- Ретикулярна активуюча система (ретикулярна формація), дія якої простягається і на кінцевий мозок, — це система нейронів, що грає найважливішу роль в процесах свідомості. Ретикулярна формація відповідає за процеси пробудження/засинання, фільтрацію другорядних стимулів, що надходять у головний мозок. Разом з таламусом ретикулярна формація забезпечує усвідомлення індивідом власного існування, відокремленого від зовнішніх стимулів.
- Центральна сіра речовина мозку (періакведуктальна сіра речовина в мозку), що розташована в стовбурі головного мозку і оточує навколишній Сільвієв водоспад середнього мозку, пов'язана з адаптивною поведінкою індивіда.

### Задній мозок
В довгастому мозку нерви правої сторони організму з'єднуються з лівою півкулею, а нерви лівої сторони організму з'єднуються з правою півкулею. Деяка частина інформації, що передається за допомогою нервів, є іпсилатеральною.

## Нейрохімія та психічна діяльність
Основні статті — Нейрохімія, Молекулярна нейронаука, Нейромедіатори.
Нейромедіатори відповідальні за взаємодію нейронів в нервовій системі.
- Ацетилхолін — припускають, що цей нейромедіатор бере участь в процесах пам'яті, оскільки його високі концентрації виявлені в гіпокампі[6]
- Дофамін — пов'язаний з регулюванням руху, уваги та навчання.
- Адреналін — впливає на почуття настороженості.
- Серотонін — пов'язаний з регулюванням пробудження, засинання, настрою.
- Гамма-аміномасляна кислота — впливає на механізми навчання та запам'ятовування[7]

## Пізнавальні здібності

### Увага
Теорія інтеграції ознак пояснює ранні процеси зорового сприйняття пов'язаного, з увагою знайшла нейробіологічну базу в дослідженнях Девіда Х'юбела і Торстена Візеля. Вчені виявили нейронну основу механізму зорового пошуку. Нейрони кори головного мозку різним чином реагували на зорові стимули, пов'язані з певною просторовою орієнтацією (вертикальною, горизонтальною, нахиленою під кутом). Подальші дослідження, проведені рядом вчених, показали, що різні етапи зорового сприйняття пов'язані з різною активністю нейронів кори головного мозку. Одна активність відповідає раннім етапам обробки зорового стимулу і стимульної ознаки, інша активність відповідає пізнім етапам сприйняття, що характеризуються фокальною увагою, синтезом та інтеграцією ознак.
Також темами когнітивної нейробіології є:
- Навчання
- Пам'ять
- Мова
- Дзеркальні нейрони
- Свідомість
- Прийняття рішень
- Негативність неузгодженості

## Останні тенденції
Одна з найбільш значущих сучасних тенденцій в когнітивній неврології полягає в тому, що область дослідження поступово розширюється: від локалізації області мозку для виконання конкретних функцій в головному мозку дорослої людини за допомогою однієї технології дослідження розходяться в різних напрямках, таких як моніторинг швидкого сну, машина, здатна сприймати електричну активність мозку під час сну.

### Книги
- Ivry, Richard B.; Mangun, G. R. (2019). Cognitive neuroscience: the biology of the mind (5th edition). New York. ISBN 978-0-393-60317-0.
- Poeppel, David; Mangun, G. R.; Gazzaniga, Michael S.; Blakemore, Sarah-Jayne; Preuss, Todd M.; Baillargeon, Renée.; Setoh, Peipei; Sloane, Stephanie та ін. (2020). The cognitive neurosciences (6th edition). Cambridge, Massachusetts. ISBN 978-0-262-35617-6

### Журнали
- Trends in Cognitive Sciences
- Cognition
- Neural Networks
- Developmental Cognitive Neuroscience
- Cognitive Systems Research
- Neurobiology of Learning and Memory
- Cognitive Neurodynamics
- Biological Psychiatry: Cognitive Neuroscience and Neuroimaging
- Social Cognitive and Affective Neuroscience
- Cognitive Computation